# N1 (foguete)
O foguete N1 (em russo:  Н1, de Ракета-носитель, Raketa-Nositel), foi um dos maiores foguetes já construídos, destinado a entregar cargas além da órbita baixa da Terra, foi fruto do esforço soviético para corrida à Lua. A palavra em russo que gerou o código "H-1" foi "носитель", em tradução literal "Portador", de acordo com outras fontes a palavra foi "Наука", em tradução literal "Ciência".
O N1-L3 era a contraparte soviética do Saturno V dos EUA e tinha como objetivo permitir viagens tripuladas à Lua e além, seus estudos foram iniciados em 1959. Seu primeiro estágio, "Bloco A", continua sendo o estágio de foguete mais poderoso já voado. No entanto, todos os quatro primeiros estágios voados falharam no meio do vôo devido à falta de disparos de teste estático o que acarretava que problemas nos dutos e outras características adversas com o grande grupo de trinta motores e seu complexo sistema de alimentação de combustível e oxidante não foram revelados anteriormente durante desenvolvimento.

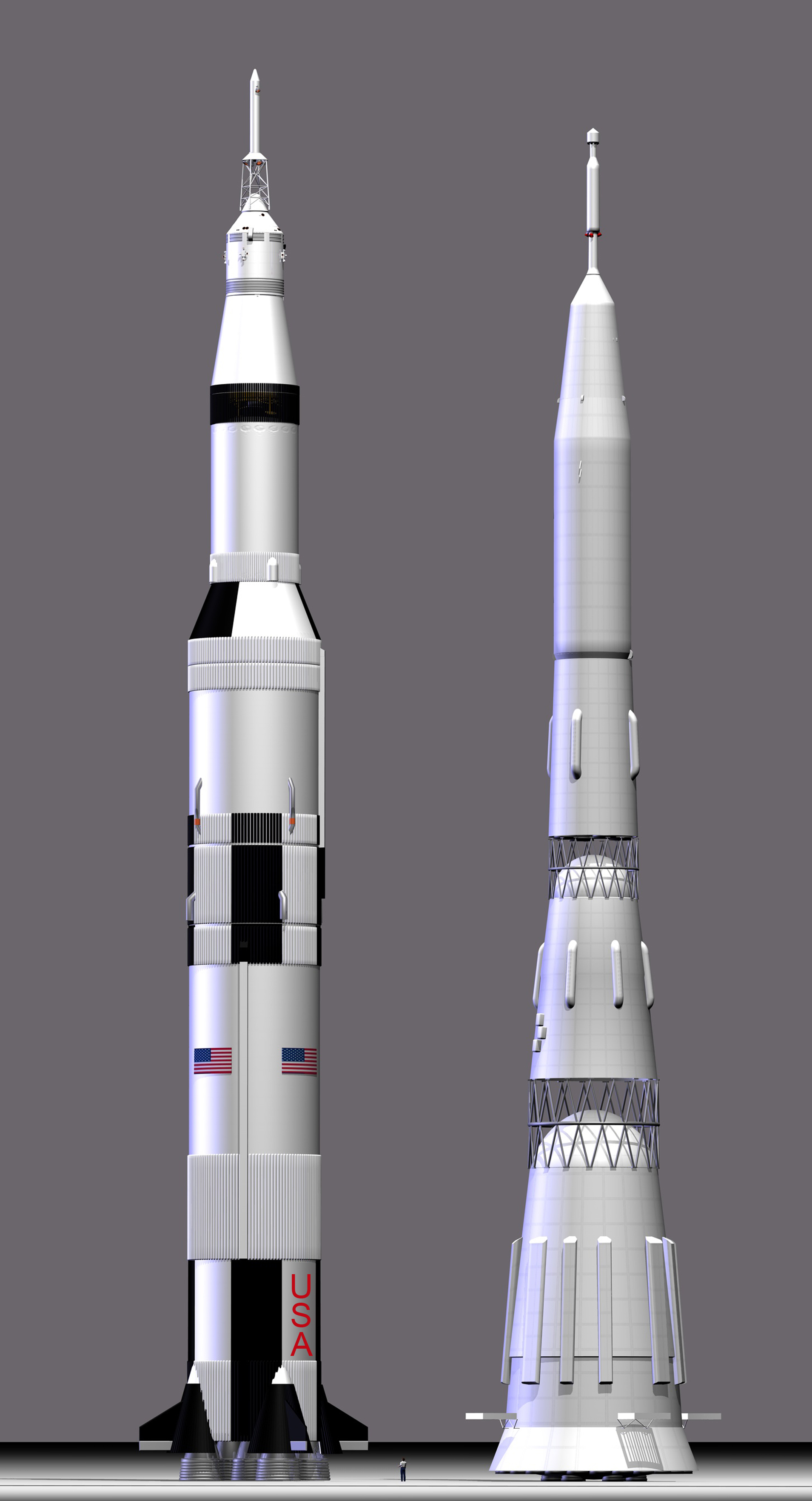
Comparação entre o Saturno V (esquerda) e o N1 (direita).

O N1-L3 foi subfinanciado e apressado, iniciando o desenvolvimento em outubro de 1965, quase quatro anos após o Saturn V. O projeto foi seriamente prejudicado pela morte de seu designer-chefe Sergei Korolev em 1966. Cada uma das quatro tentativas de lançar um N1 falhou, com a segunda tentativa resultando na queda do veículo de volta à plataforma de lançamento logo após a decolagem. O programa N1 foi suspenso em 1974 e oficialmente cancelado em 1976. Todos os detalhes dos programas lunares tripulados soviéticos foram mantidos em segredo até que a URSS estava à beira do colapso em 1989.

## Histórico
No Bureau de projetos S.P. Korolev, o desenvolvimento de um veículo de lançamento pesado foi realizado simultaneamente com o desenvolvimento de outras espaçonaves e, no final de 1961, o esboço do projeto estava pronto. Em 1961-1962, unidades individuais e suas partes foram elaboradas, o principal esquema estrutural e de layout do foguete foi determinado.
No entanto, durante o processo de design, surgiram sérias divergências entre Korolev (que escolheu resolutamente o esquema do motor oxigênio-querosene, que era promissor no futuro) e o projetista-chefe do OKB-456 Valentin Glushko (que propôs o uso de motores mais depurados baseados em a mistura NTO + UDMH). Em 10 de novembro de 1961, ele enviou uma carta pessoal a Korolev, indicando que seria muito mais fácil cumprir o prazo estabelecido pela liderança dessa forma. A carta terminava com as palavras:

Tendo as instruções repetidas, diretas e pessoais do camarada N.S. Khrushchev sobre a responsabilidade do OKB-456 pelo desenvolvimento de motores potentes para um porta-aviões mais pesado que o baseado no R-7, e dada a necessidade de acelerar o trabalho extremamente trabalhoso no desenvolvimento do projeto e preparação para produção em massa desses motores , peço que não abrande com a escolha do combustível para a 1ª e a 2ª etapa do portador N1.

Como Korolev insistiu por conta própria, Glushko recorreu a autoridades superiores: ao Presidente do Complexo Militar-Industrial D.F. Ustinov, ao Presidente do Comitê Estadual de Combate à Defesa L.V. Smirnov, ao Comandante-em-Chefe das Forças de Mísseis Estratégicos K.S. Moskalenko, o diretor do GIPH V.S. Shpak, o chefe do GURVO A.I. Semyonov, os projetistas-chefe V.P. Barmin e M.K. Yangel, enviando-lhes cópias de sua carta a Korolev datada de 10 de novembro com um pedido para ajudar na tomada de decisão sobre a escolha do combustível . Mais tarde, de 25 a 29 de novembro de 1961, Glushko dirigiu-se ao presidente da Academia de Ciências da URSS M. V. Keldysh e outros.
No entanto, esses recursos não surtiram efeito e, de 2 a 16 de julho de 1962, a Comissão Estadual de Peritos, contando com a autoridade de Korolev, aceitou a defesa do projeto preliminar do N1, feito pela OKB-1 (29 volumes principais e 8 volumes de apêndices a eles), na versão com motores de oxigênio-querosene.
Por decreto de 24 de setembro de 1962, foi estabelecido que os testes de voo do veículo lançador N-1 começariam em 1965.
Na literatura internacional, além do nome N-1 (H-1), há também "Roll" e "Science", índice GRAU 11A52..

### Histórico de lançamentos
| Número do voo | Data (UTC)                       | Torre  | No. de série | Carga             | Resultado | Comentários                |
| ------------- | -------------------------------- | ------ | ------------ | ----------------- | --------- | -------------------------- |
| 1             | 21 de fevereiro de 1969 09:18:07 | 110/38 | 3L           | Zond L1S-1        | Falhou    |                            |
| 2             | 3 de julho de 1969 20:18:32      | 110/38 | 5L           | Zond L1S-2        | Falhou    | Destruiu a torre 110 Leste |
| 3             | 26 de junho de 1971 23:15:08     | 110/37 | 6L           | Soyuz 7K-L1E No.1 | Falhou    |                            |
| 4             | 23 de novembro de 1972 06:11:55  | 110/37 | 7L           | Soyuz 7K-LOK No.1 | Falhou    |                            |

## Descrição
O N1 era um foguete muito grande, com 105 metros (344 pés) de altura com sua carga útil L3. O N1-L3 consistia em cinco estágios no total: os três primeiros (N1) para inserção em uma órbita baixa de estacionamento terrestre e outros dois (L3) para injeção translunar e inserção na órbita lunar. Totalmente carregado e abastecido, o N1-L3 pesava 2.750 toneladas (6.060.000 libras). Os três estágios inferiores foram moldados para produzir um único "tronco" de 17 metros (56 pés) de largura na base, enquanto a seção L3 era principalmente cilíndrica, transportada dentro de uma mortalha com cerca de 3,5 metros (11 pés) de largura. A forma cônica dos estágios inferiores foi devido ao arranjo dos tanques internos, um tanque esférico menor de querosene no topo do tanque maior de oxigênio líquido abaixo.
Durante a vida útil do N1, uma série de motores aprimorados foi introduzida para substituir os usados no projeto original. O N1 modificado resultante era conhecido como N1F, mas não voou antes do cancelamento do projeto.

### Bloco A primeiro estágio
O primeiro estágio, Bloco A, era alimentado por 30 motores NK-15 dispostos em dois anéis, o anel principal de 24 na borda externa do propulsor e o sistema de propulsão central consistindo nos 6 motores internos com cerca de metade do diâmetro. O sistema de controle era baseado principalmente no estrangulamento diferencial dos motores do anel externo para inclinação e guinada. O sistema de propulsão principal não foi usado para controle. O Bloco A também incluía quatro aletas de grade, que mais tarde foram usadas em projetos de mísseis ar-ar soviéticos. No total, o Bloco A produziu 45.400 kN (10.200.000 lbf) de empuxo e pode ser considerado como um verdadeiro primeiro estágio da classe Nova (Nova foi o nome usado pela NASA para descrever um propulsor muito grande no 10-20 milhões de libras da faixa de empuxo). Isso excedia o empuxo de 33.700 kN (7.600.000 lbf) do Saturn V.

#### Sistema de controle do motor
O KORD (acrônimo russo para KOntrol Raketnykh Dvigateley – literalmente "Controle (de) Motores de Foguete" – Russo: Контроль ракетных двигателей) foi o sistema de controle automático do motor projetado para acelerar, desligar e monitorar o grande grupo de 30 motores do Bloco A (o primeiro estágio). O sistema KORD controlava o empuxo diferencial do anel externo de 24 motores para controle de atitude de inclinação e guinada, estrangulando-os adequadamente e também desligando motores com defeito situados um em frente ao outro. Isso era para impedir o momento de inclinação ou guinada que os motores diametralmente opostos no anel externo gerariam, mantendo assim o empuxo simétrico. O bloco A poderia funcionar nominalmente com dois pares de motores opostos desligados (motores 26/30). Infelizmente, o sistema KORD foi incapaz de reagir a processos que ocorrem rapidamente, como a explosão da turbobomba durante o segundo lançamento. Devido às deficiências do sistema KORD, um novo sistema de computador foi desenvolvido para o quarto e último lançamento. O S-530 foi o primeiro sistema de orientação e controle digital soviético, mas ao contrário do KORD, que era essencialmente apenas um sistema analógico de controle do motor, o S-530 supervisionava todas as tarefas de controle no veículo de lançamento e na espaçonave, das quais o O N1 carregava dois, um localizado no terceiro estágio do Bloco V que controlava os motores dos três primeiros estágios. O segundo S-530 estava localizado no módulo de comando Soyuz LOK e fornecia controle para o resto da missão de TLI para sobrevôo lunar e retorno à Terra.

### Bloco B segundo estágio
O segundo estágio, Bloco B, era movido por 8 motores NK-15V dispostos em um único anel. A única grande diferença entre o NK-15 e o -15V era a campainha do motor e vários ajustes para partida aérea e desempenho em alta altitude. O N1F Block B substituiu os motores NK-15 por motores NK-43 atualizados.
O bloco B poderia resistir ao desligamento de um par de motores opostos (motores 6/8).

### Bloco V terceiro estágio
O estágio superior, Bloco V (В/V sendo a terceira letra do alfabeto russo), montava quatro motores NK-21 menores em um quadrado. O N1F Block V substituiu os motores NK-21 por motores NK-31.
O bloco V pode funcionar com um motor desligado e três funcionando corretamente.